# Back to you (Piet Veerman and The New Cats)
Back to you is een muziekalbum van Piet Veerman and The New Cats uit 1980. Het is het tweede soloalbum van Piet Veerman. Uitgebracht terwijl The Cats voor de tweede maal uit elkaar waren, werd de plaat opgenomen in de muziekstudio van Arnold Mühren, de bassist van The Cats. Van het album werden Blue bayou en Rocky Mountain sweet (1980) uitgebracht op een single. Het album stond negen weken in de Album Top 100 met nummer 30 als hoogste notering. Enkele nummers op dit album verschenen ook al eerder, op zijn debuutalbum Rollin' on a river (1975).

## Nummers
| Nummer | Naam                                | Geschreven door                   | Duur |
| ------ | ----------------------------------- | --------------------------------- | ---- |
| A1     | If I said you have a beautiful body | David Bellamy                     | 3:47 |
| A2     | Blue bayou                          | Joe Melson en Roy Orbison         | 3:49 |
| A3     | Devil woman                         | Marty Robbins                     | 3:03 |
| A4     | I don't want to talk about it       | Danny Whitten                     | 4:57 |
| A5     | Green green grass of home           | Curly Putman                      | 3:01 |
| A6     | Halfway to paradise                 | Gerry Goffin en Carole King       | 2:45 |
| A7     | Five hundred miles from home        | Bobby Bare en Charlie Williams    | 2:48 |
| A8     | It keeps right on a-hurtin'         | Johnny Tillotson                  | 2:41 |
| A9     | Blowin' in the wind                 | Bob Dylan                         | 3:11 |
| A10    | Livin' to love you                  | Nail Che en Piet Veerman          | 4:19 |
| B1     | Midnight cowboy                     | Fred Neil                         | 2:50 |
| B2     | Rocky Mountain sweet                | John Denver                       | 2:53 |
| B3     | Help me                             | Larry Gatlin                      | 3:25 |
| B4     | Me and Bobby McGee                  | Fred Foster en Kris Kristofferson | 4:38 |
| B5     | I'd fight the world                 | Hank Cochran en Joe Allison       | 2:34 |
| B6     | You needed me                       | Randy Goodrum                     | 3:23 |
| B7     | Mary Skeffington                    | Gerry Rafferty                    | 2:35 |
| B8     | Loving her was easier               | Kris Kristofferson                | 3:29 |
| B9     | Three times a lady                  | Lionel Richie                     | 6:30 |
| B10    | Don't worry                         | Marty Robbins                     | 3:26 |